# Steve Pederson
Pour les articles homonymes, voir Pederson.
Steve Pederson est un ingénieur du son américain.

## Filmographie (sélection)
- 1988 : Big de Penny Marshall
- 1990 : Le Bûcher des vanités (The Bonfire of the Vanities) de Brian De Palma
- 1990 : Dick Tracy de Warren Beatty
- 1991 : Hook ou la Revanche du capitaine Crochet (Hook) de Steven Spielberg
- 1991 : Les Commitments (The Commitments) d'Alan Parker
- 1992 : Jeux de guerre (Patriot Games) de Phillip Noyce
- 1992 : Wayne's World de Penelope Spheeris
- 1993 : La Liste de Schindler (Schindler's List) de Steven Spielberg
- 1993 : Proposition indécente (Indecent Proposal) d'Adrian Lyne
- 1994 : Le Flic de Beverly Hills 3 (Beverly Hills Cop III) de John Landis
- 1994 : Ace Ventura, détective pour chiens et chats (Ace Ventura: Pet Detective) de Tom Shadyac
- 1995 : Apollo 13 de Ron Howard
- 1996 : Star Trek : Premier Contact (Star Trek: First Contact) de Jonathan Frakes
- 1999 : L'Œuvre de Dieu, la part du Diable (The Cider House Rules) de Lasse Hallström
- 1999 : Escapade à New York (The Out-of-Towners) de Sam Weisman
- 2000 : Un amour infini (Bounce) de Don Roos
- 2000 : Pollock d'Ed Harris
- 2001 : Training Day d'Antoine Fuqua
- 2003 : Matrix Revolutions (The Matrix Revolutions) de Larry et Andy Wachowski
- 2004 : Starsky et Hutch (Starsky & Hutch) de Todd Phillips
- 2005 : L'Affaire Josey Aimes (North Country) de Niki Caro
- 2005 : Shérif, fais-moi peur (The Dukes of Hazzard) de Jay Chandrasekhar
- 2006 : Mémoires de nos pères (Flags of Our Fathers) de Clint Eastwood
- 2009 : Ce que pensent les hommes (He's Just Not That Into You) de Ken Kwapis
- 2011 : Sex Friends (No Strings Attached) d'Ivan Reitman
- 2015 : La Rage au ventre (Southpaw) d'Antoine Fuqua
- 2016 : Les Sept Mercenaires (The Magnificent Seven) d'Antoine Fuqua

## Distinctions

### Récompenses
- Oscars 1996 : Oscar du meilleur mixage de son pour Apollo 13

### Nominations
- Oscars 1994 : Oscar du meilleur mixage de son pour La Liste de Schindler
- British Academy Film Award du meilleur son
  - en 1992 pour Les Commitments
  - en 1994 pour La Liste de Schindler
  - en 1996 pour Apollo 13